# Бокеле, Малком
Малком Бокеле Мпуту (фр. Malcom Bokele Mputu; род. 12 февраля 2000, 8th arrondissement of Lyon) — камерунский футболист, защитник клуба «Гёзтепе» и сборной Камеруна.

## Клубная карьера
Бокеле — воспитанник клуба «Олимпик Лион». В 2017 году он подписал контракт с «Бурк-ан-Брес — Перонна», где выступал за дублирующий состав. В 2019 году Малком играл за дублёров «Меца». В 2020 году Бокеле подписал контракт с «Бордо», там игрок сначала выступал за дублирующий состав и на правах аренды за «Вильяфранш». В 2022 году игрок вернулся в «Бордо». 30 июля в матче против «Валансьена» он дебютировал в Лиге 2. 3 февраля 2023 года в поединке против «По» Малком забил свой первый гол за «Бордо».

## Карьера в сборной
24 марта 2023 года в отборочном матче Кубка Африки 2023 против сборной Намибии Бокеле дебютировал за сборную Камеруна.